# بررسی انتقادی و تطبیقی فلسفه نظری کانت
بررسی انتقادی و تطبیقی فلسفه نظری کانت کتابی از حسین غفاری است که در سال ۱۳۸۶ منتشر و در مراسم کتاب سال جمهوری اسلامی ایران به‌عنوان کتاب برگزیده معرفی شد.